# Maloïe More
Maloïe More (russe : Малое Море ; littéralement en français Petite Mer) est un détroit du lac Baïkal, en Russie. Elle sépare la plus grande île du lac, Olkhon, de la rive ouest du lac. La longueur du détroit est d'environ 70 km et sa largeur de 5 à 16 km  La profondeur maximale est de 210 m dans la partie nord où le détroit s'ouvre sur la partie principale du lac. Au sud, le détroit de Maloe More est relié au détroit de la porte d’ Olkhon au centre du lac.
La température des eaux de Maloe More atteint jusqu’à 20 à 25 degrés Celsius en été.
Maloe More est riche en poissons. Il est peuplé d'esturgeons, de Coméphores, Coméphores d'Omoul , d'ombres rouges, de corégones, de perches et de brochets.
Les îles d'Ogoï , Zamogoy, Izhilhey, Oltrec et Khibin sont situées dans le Maloe More. Les rivières Sarma , Kurma, etc. s'y jettent.
Le détroit est le résultat de millions d'années de mouvements tectoniques , causant le creusement du chenal entre la terre et le bloc de pierre formant l'île Olkhon.

Petite Mer :
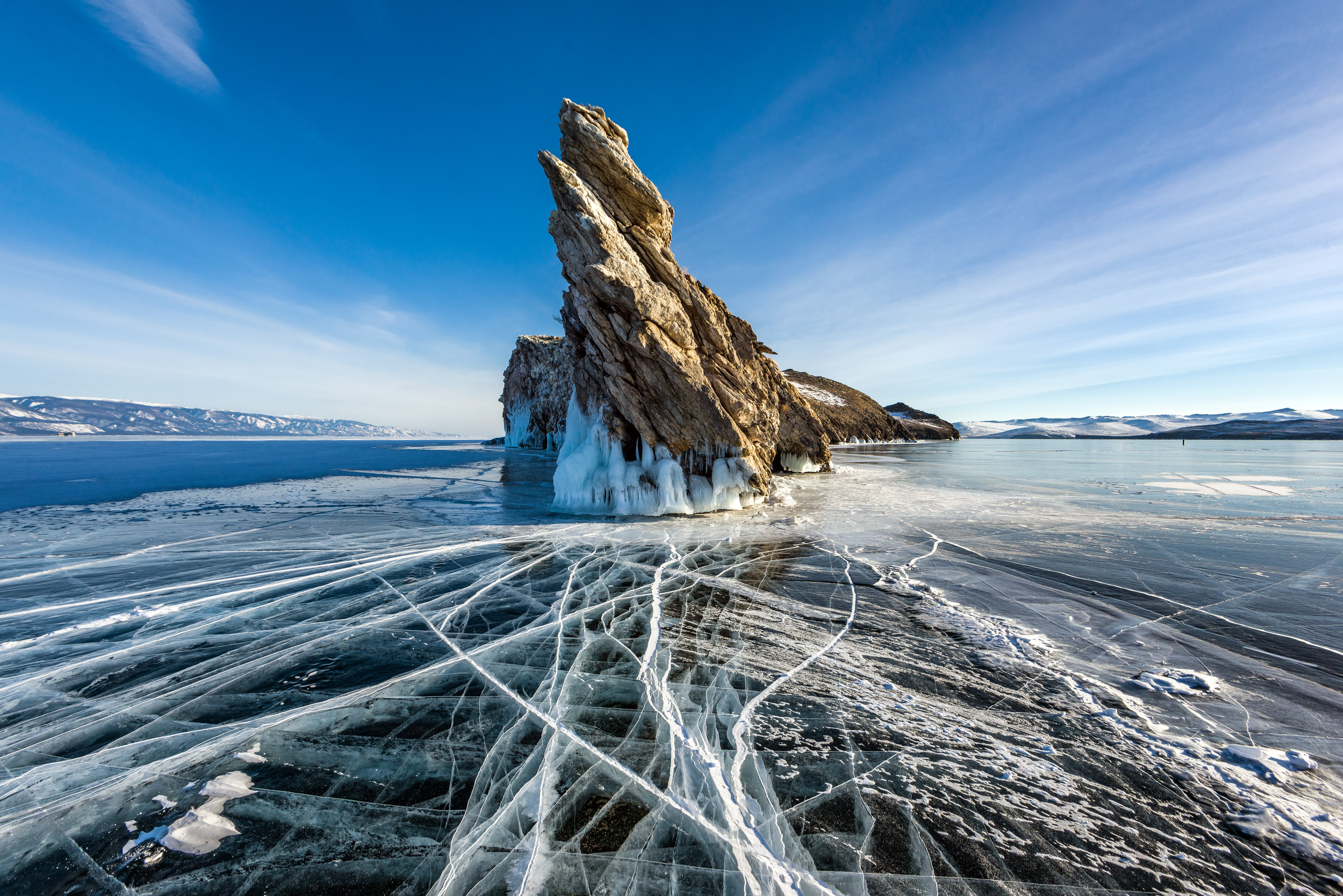
Île Ogoï en hiver
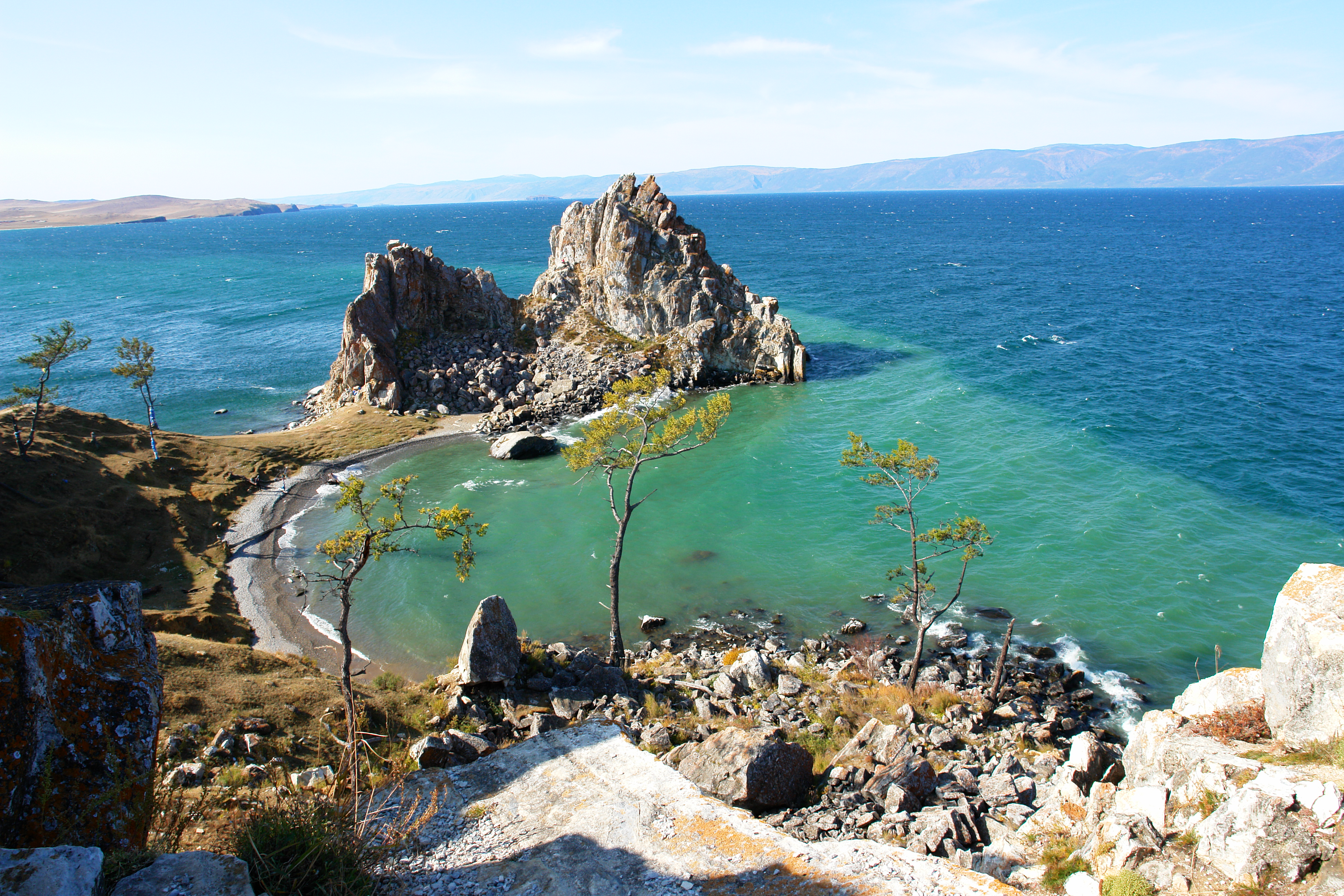
Rochers des chamanas à Khoujir
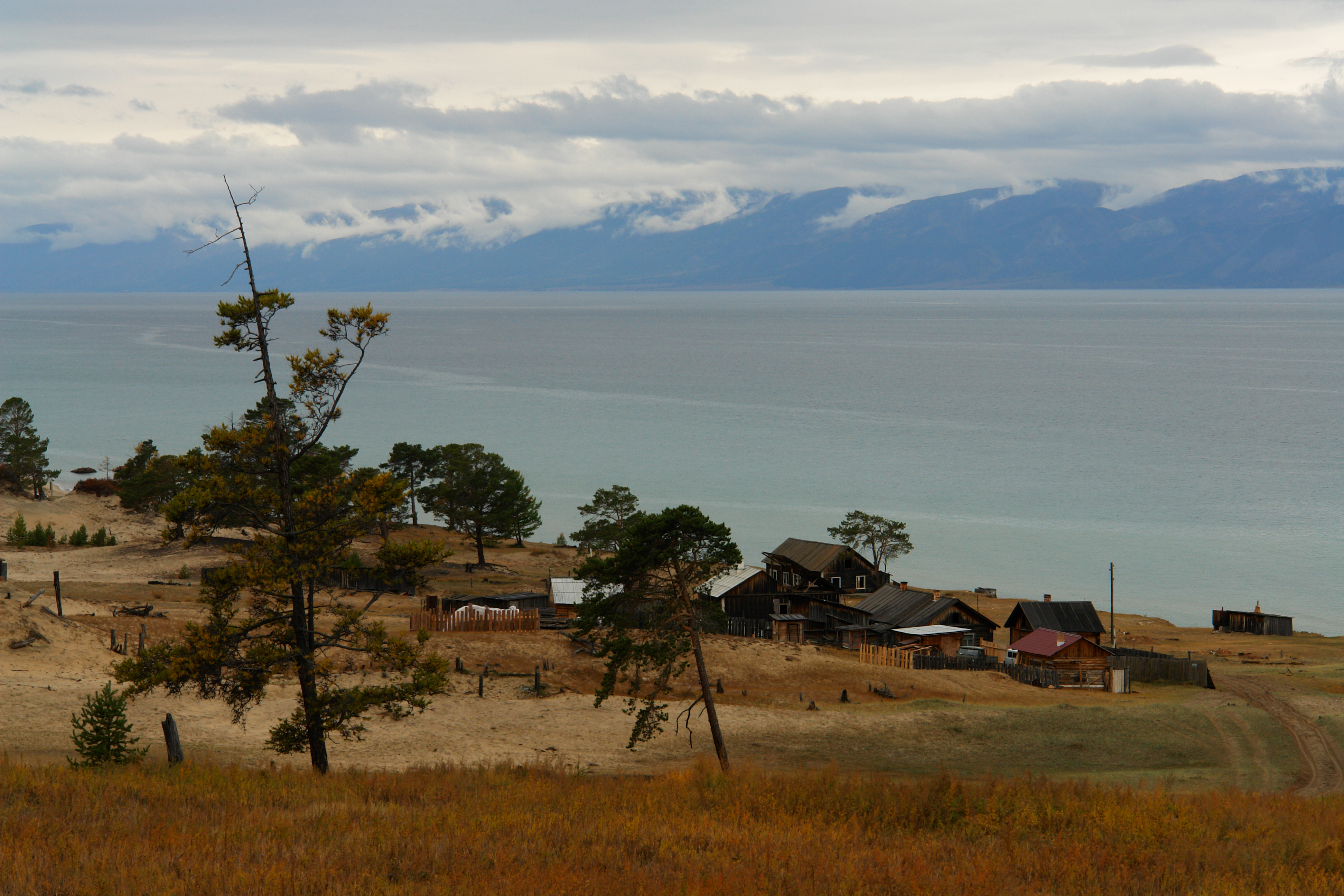
Vue depuis le nord d'Olkhon
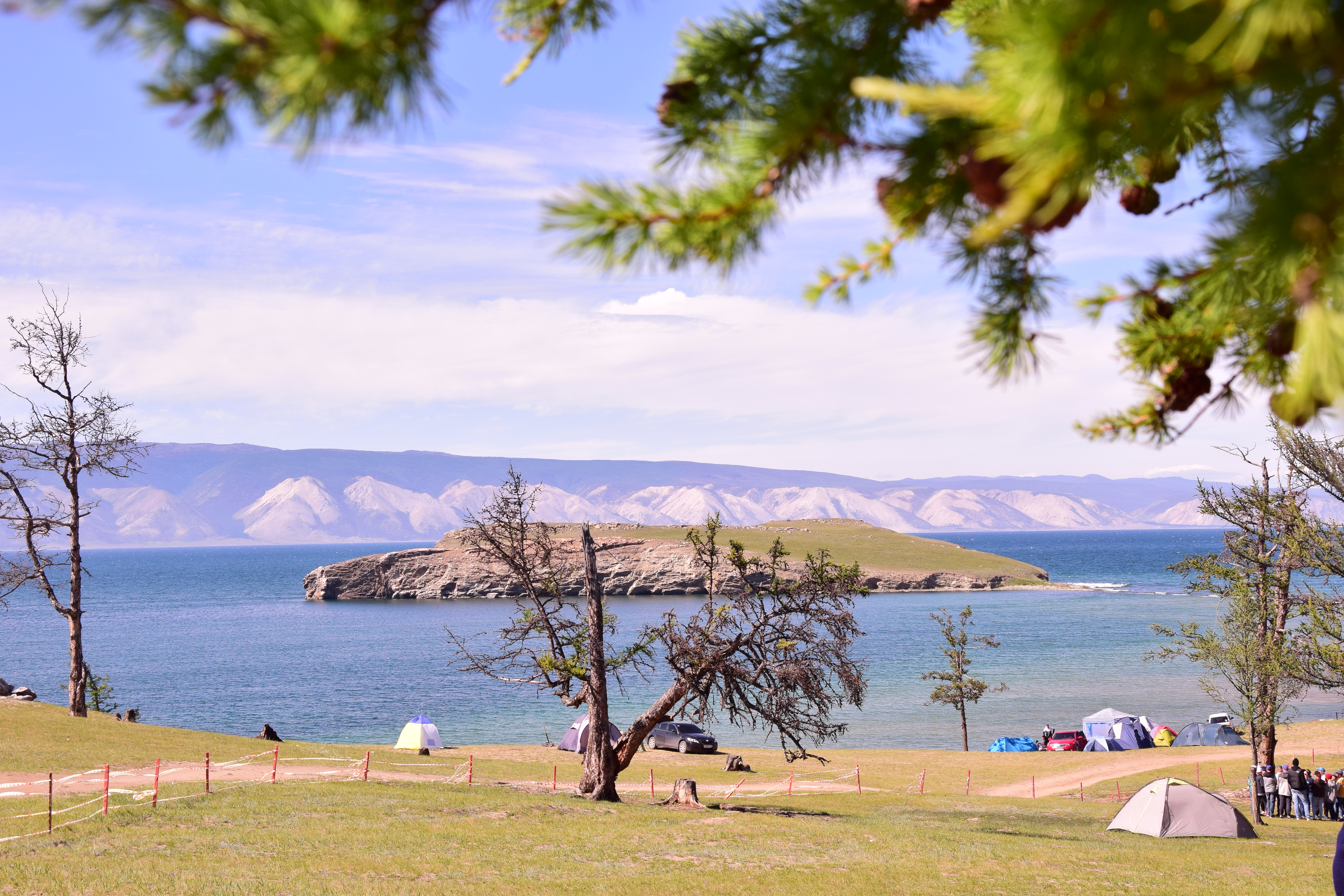
Île Boroktchine